# Hummetroth
Hummetroth ist ein Ortsteil im Westen der Gemeinde Höchst im südhessischen Odenwaldkreis.

## Geographie
Hummetroth liegt etwa vier Kilometer südwestlich der Kerngemeinde Höchst und 17 km nördlich von Erbach im nördlichen Odenwald im Quellgebiet des Annelsbachs, dem der Sauerwiesengraben in der Ortsmitte zufließt, knapp östlich der Wasserscheide zwischen Gersprenz und Mümling. Das offene Dorf mit unregelmäßigem Grundriss befindet sich im Granitgebiet des Odenwaldes bei einseitiger Gehängelage. Der Ortsteil Hummetroth besteht aus der 148,1 Hektar umfassenden Gemarkung Hummetroth. Die Gemarkung ist überwiegend landwirtschaftlich genutzt. Nur im Osten im Bereich der steil nach Annelsbach abfallenden Bachtäler steht Wald.
Die nächstgelegenen Ortschaften sind im Norden Hassenroth, im Nordosten Pfirschbach, im Osten Annelsbach, im Südosten Forstel, im Süden Ober-Kinzig und Gumpersberg und im Westen Höllerbach. Durch den Ort verläuft die Landesstraße 3318.

## Geschichte

### Ortsgeschichte
Der älteste erhalten gebliebene urkundliche Nachweis belegt das Bestehen des Ortes Humbrechtenrode seit dem Jahr 1314. In diesem Jahr verkauften die Brüder Heinrich und Arreus von Crumbach ihre Vogtei dem Kloster Höchst. In der Folge kam der Ort zur Herrschaft Breuberg und im Jahr 1806 mit der breubergischen Zent Höchst zum Großherzogtum Hessen.
Nach Auflösung der alten Amtsstruktur 1822 fiel der Ort in den Zuständigkeitsbereich des Landgerichts Höchst, nach der Reichsjustizreform von 1877 ab 1879 in den des Amtsgerichts Höchst im Odenwald.
Gebietsreform in Hessen
Die bis dahin selbständige Gemeinde  Hummetroth schloss sich im Zuge der Gebietsreform in Hessen zum 31. Dezember 1971 zusammen mit anderen Gemeinden freiwillig der Gemeinde Höchst im Odenwald an.
Für Hummetroth sowie für die übrigen im Zuge der Gebietsreform eingegliederten Gemeinden von Höchst i. Odw. wurden Ortsbezirke gebildet.

### Verwaltungsgeschichte im Überblick
Die folgende Liste zeigt die Staaten und Verwaltungseinheiten, denen Hummetroth angehört(e):
- vor 1806: Heiliges Römisches Reich, Grafschaft Erbach-Schönberg (Anteil an der Grafschaft Erbach), Herrschaft Breuberg (1⁄2) / Fürstentum zu Löwenstein-Wertheim-Rochefort, Zent Höchst (1⁄2)
- ab 1806: Großherzogtum Hessen (Souveränitätslande),[Anm. 2] Fürstentum Starkenburg, Amt Breuberg (zur Standesherrschaft Löwenstein-Wertheim gehörig)
- ab 1815: Großherzogtum Hessen[Anm. 3] (Souveränitätslande), Provinz Starkenburg, Amt Breuberg (zur Standesherrschaft Löwenstein-Wertheim gehörig)
- ab 1822: Großherzogtum Hessen, Provinz Starkenburg, Landratsbezirk Breuberg[Anm. 4]
- ab 1848: Großherzogtum Hessen, Regierungsbezirk Erbach
- ab 1852: Großherzogtum Hessen, Provinz Starkenburg, Kreis Neustadt
- ab 1871: Deutsches Reich,[Anm. 5] Großherzogtum Hessen, Provinz Starkenburg, Kreis Neustadt
- ab 1874: Großherzogtum Hessen, Provinz Starkenburg, Kreis Erbach
- ab 1918: Deutsches Reich, Volksstaat Hessen,[Anm. 6] Provinz Starkenburg, Kreis Erbach
- ab 1939: Deutsches Reich, Volksstaat Hessen, Landkreis Erbach[8][Anm. 7]
- ab 1945: Deutsches Reich, Amerikanische Besatzungszone,[Anm. 8] Groß-Hessen, Regierungsbezirk Darmstadt, Landkreis Erbach
- ab 1946: Deutsches Reich, Amerikanische Besatzungszone, Hessen, Regierungsbezirk Darmstadt, Landkreis Erbach
- ab 1949: Bundesrepublik Deutschland, Hessen, Regierungsbezirk Darmstadt, Landkreis Erbach
- ab 1972: Bundesrepublik Deutschland, Hessen, Regierungsbezirk Darmstadt, Landkreis Erbach, Gemeinde Höchst im Odenwald[Anm. 9]

## Bevölkerung

### Einwohnerstruktur 2011
Nach den Erhebungen des Zensus 2011 lebten am Stichtag, dem 9. Mai 2011, in Hummetroth 474 Einwohner. Darunter waren 18 (3,8 %) Ausländer. Nach dem Lebensalter waren 81 Einwohner unter 18 Jahren, 189 waren zwischen 18 und 49, 105 zwischen 46 und 64 und 27 Einwohner waren älter. Die Einwohner lebten in 186 Haushalten. Davon waren 42 Singlehaushalte, 57 Paare ohne Kinder und 72 Paare mit Kindern, sowie 9 Alleinerziehende und 3 Wohngemeinschaften. In 42 Haushalten lebten ausschließlich Senioren und in 114 Haushaltungen leben keine Senioren.

### Einwohnerentwicklung
- 1730: 9 wehrfähige Männer[5]
- 1961: 317 evangelische (= 93,24 %), 23 katholische (= 6,76 %) Einwohner[5]

| Hummetroth: Einwohnerzahlen von 1829 bis 2015 | Hummetroth: Einwohnerzahlen von 1829 bis 2015 | Hummetroth: Einwohnerzahlen von 1829 bis 2015 | Hummetroth: Einwohnerzahlen von 1829 bis 2015 | Hummetroth: Einwohnerzahlen von 1829 bis 2015 |
| --- | --------------------------------------------- | --------------------------------------------- | --------------------------------------------- | --------------------------------------------- |
| Jahr |                                               |                                               |                                               | Einwohner                                     |
| 1829 | 1829                                          |                                               | 210                                           | 210                                           |
| 1834 | 1834                                          |                                               | 250                                           | 250                                           |
| 1840 | 1840                                          |                                               | 267                                           | 267                                           |
| 1846 | 1846                                          |                                               | 262                                           | 262                                           |
| 1852 | 1852                                          |                                               | 268                                           | 268                                           |
| 1858 | 1858                                          |                                               | 249                                           | 249                                           |
| 1864 | 1864                                          |                                               | 260                                           | 260                                           |
| 1871 | 1871                                          |                                               | 270                                           | 270                                           |
| 1875 | 1875                                          |                                               | 279                                           | 279                                           |
| 1885 | 1885                                          |                                               | 285                                           | 285                                           |
| 1895 | 1895                                          |                                               | 302                                           | 302                                           |
| 1905 | 1905                                          |                                               | 287                                           | 287                                           |
| 1910 | 1910                                          |                                               | 298                                           | 298                                           |
| 1925 | 1925                                          |                                               | 321                                           | 321                                           |
| 1939 | 1939                                          |                                               | 312                                           | 312                                           |
| 1946 | 1946                                          |                                               | 359                                           | 359                                           |
| 1950 | 1950                                          |                                               | 362                                           | 362                                           |
| 1956 | 1956                                          |                                               | 340                                           | 340                                           |
| 1961 | 1961                                          |                                               | 340                                           | 340                                           |
| 1967 | 1967                                          |                                               | 346                                           | 346                                           |
| 1970 | 1970                                          |                                               | 368                                           | 368                                           |
| 1980 | 1980                                          |                                               | ?                                             | ?                                             |
| 1990 | 1990                                          |                                               | ?                                             | ?                                             |
| 2000 | 2000                                          |                                               | ?                                             | ?                                             |
| 2005 | 2005                                          |                                               | 486                                           | 486                                           |
| 2010 | 2010                                          |                                               | 477                                           | 477                                           |
| 2011 | 2011                                          |                                               | 474                                           | 474                                           |
| 2015 | 2015                                          |                                               | 436                                           | 436                                           |
| Datenquelle: Historisches Gemeindeverzeichnis für Hessen: Die Bevölkerung der Gemeinden 1834 bis 1967. Wiesbaden: Hessisches Statistisches Landesamt, 1968. Weitere Quellen: LAGIS; Gemeinde Höchst im Owd.: 2005–2015; Zensus 2011 |                                               |                                               |                                               |                                               |

## Politik
Für Hummetroth besteht ein Ortsbezirk (Gebiete der ehemaligen Gemeinde Hummetroth) mit Ortsbeirat und Ortsvorsteher nach der Hessischen Gemeindeordnung. Der Ortsbeirat besteht aus drei Mitgliedern. Bei den Kommunalwahlen in Hessen 2021 betrug die Wahlbeteiligung zum Ortsbeirat 60,26 %. Dabei wurden gewählt: zwei Mitglieder der SPD und ein Mitglied der Liste „Kommunalpolitischer Arbeitskreis Höchst i. Odw.“ (KAH). Der Ortsbeirat wählte Hans Schwinn (SPD) zum Ortsvorsteher.

## Sehenswürdigkeiten

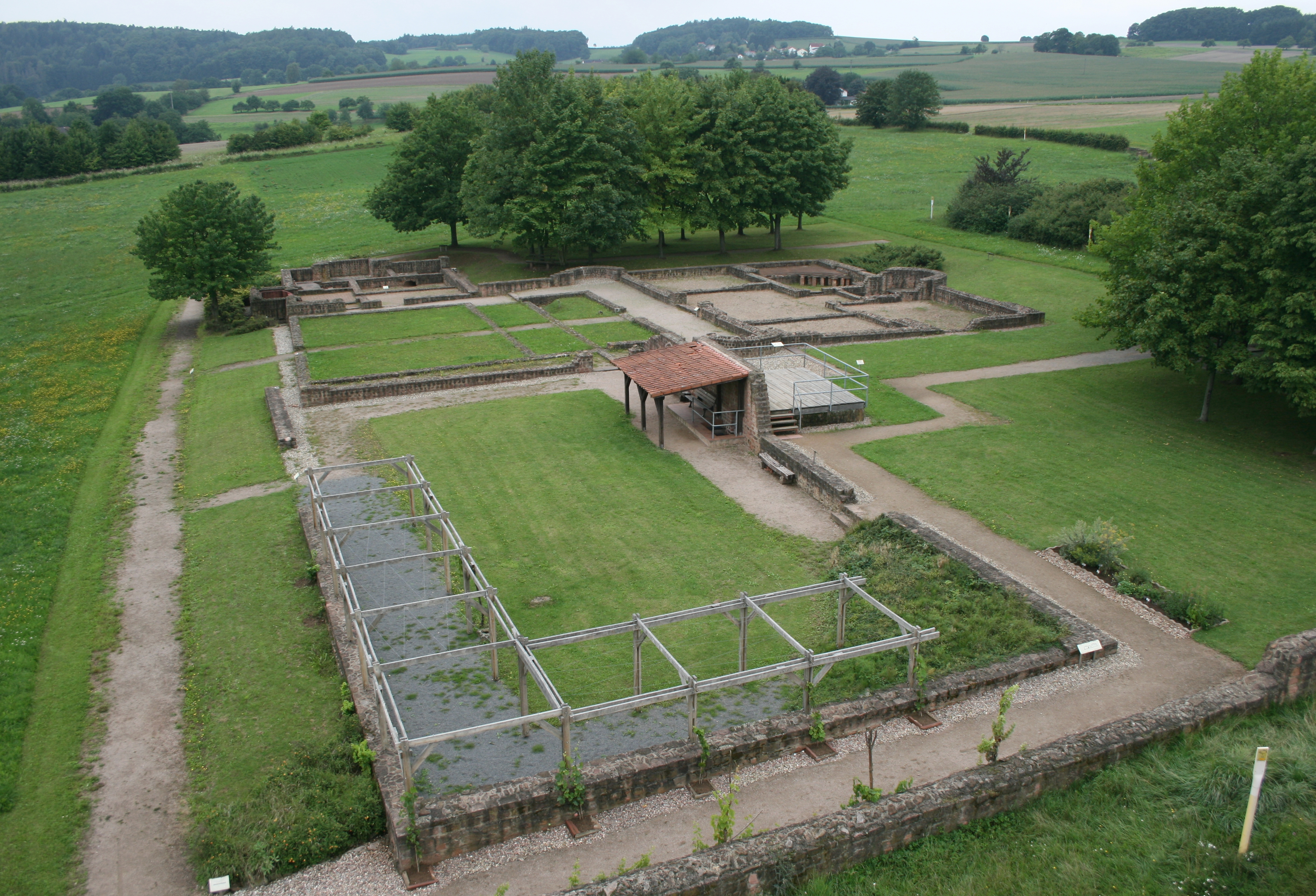
Römische Villa Haselburg.

- Römische Villa Haselburg, eine villa rustica aus dem 2. Jahrhundert n. Chr., im Südzipfel der Gemarkung gelegen, nicht weit von Ober-Kinzig.
- Wilder Mannstein, Felsgruppe unterhalb der Ortschaft, mit der eine Wilder-Mann-Sage verbunden wird.

## Verkehr
Durch Hummetroth führt die Landesstraße L 3318. Sie kommt von Otzberg im Norden und führt weiter durch das Kinzigtal nach Bad König im Südosten. Südlich von Hummetroth kreuzt die L 3106, die von Brensbach im Westen nach der Kerngemeinde Höchst im Osten führt.

## Persönlichkeiten
- Kurt Gärtner (* 1936) in Hummetroth, Mediävist